# 별의 아이 (All at once의 노래)
〈별의 아이〉(星合 호시아이[*])는 all at once의 두 번째 디지털 싱글이다. 2020년 8월 2일에 빙에서 발매됐다.
‘星合’는 ‘칠석날의 견우와 직녀의 상봉’을 뜻한다.

## 미디어에서의 사용
星合
- ytv · NTV의 애니메이션 《명탐정 코난》 닫는 곡

별의 아이 (星合의 한국어 버전)
- 투니버스의 애니메이션 《명탐정 코난 시즌 18》 주제가, 《명탐정 코난 시즌 19》닫는 곡

## 수록 내용

### 일본어 버전
| #  | 제목                | 재생 시간 |
| -- | ------------------- | --------- |
| 1. | 〈星合 / 호시아이〉 |           |

### 한국어 버전
| #  | 제목          | 재생 시간 |
| -- | ------------- | --------- |
| 1. | 〈별의 아이〉 |           |

## 발매일
| 국가     | 일정             | 포맷            | 레이블     |
| -------- | ---------------- | --------------- | ---------- |
| 일본     | 2020년 8월 2일   | 디지털 다운로드 | 빙         |
| 대한민국 | 2020년 10월 28일 | 디지털 다운로드 | 씨엔엘뮤직 |